# Escadrille SPA 102
La SPA 102 « soleil de Rhodes » est une escadrille de l'armée de l'air française qui a conquis ses lettres de noblesse durant la Première Guerre mondiale et qui fait aujourd'hui partie de l'escadron de chasse 2/3 Champagne.

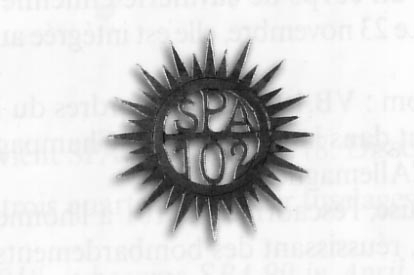
Insigne de la Spa 102 de 1916 à 1918

## Une naissance au cœur de la Première Guerre mondiale

### Genèse et premiers faits d'armes

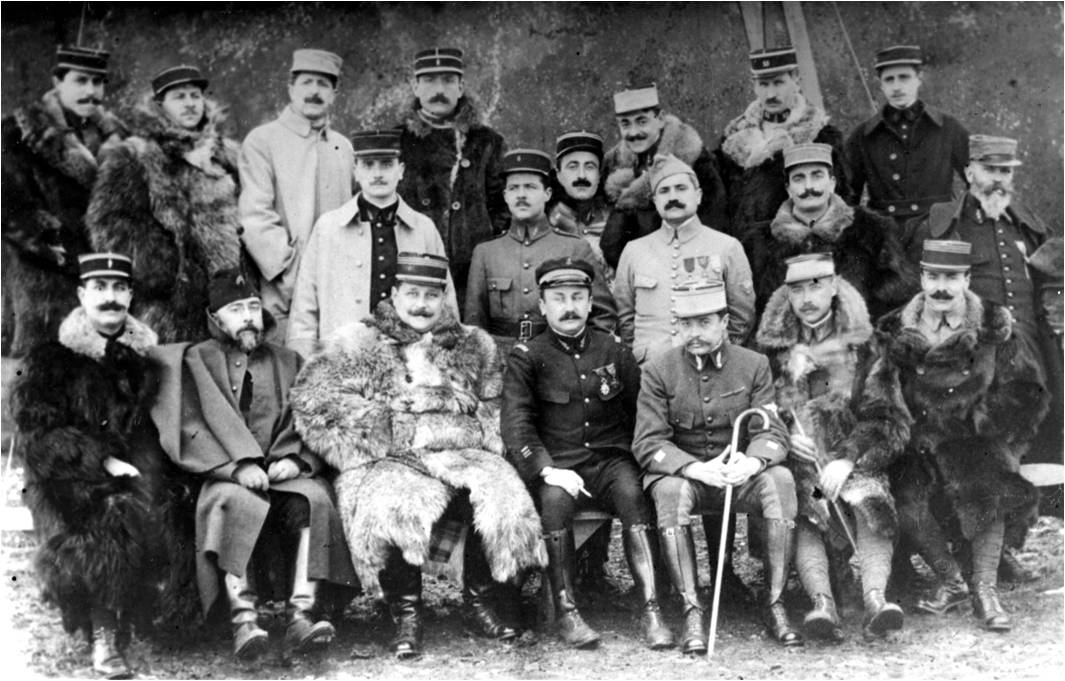
Pilotes de l'escadrille durant la Première Guerre mondiale. Source : Service historique des armées.

Initialement baptisée Vb 2, l’escadrille fut créée le 16 novembre 1914 à Versailles sous le commandement du lieutenant de vaisseau de Laborde, soit seulement trois mois après le déclenchement de la Première Guerre mondiale, dans le but de prévenir un éventuel débordement allemand au niveau de Paris. Lorsque débutèrent les hostilités, l’aviation était essentiellement utilisée pour le recueil d’informations sur les mouvements de troupes adverses, mais dès novembre, il apparut possible de bombarder avec des obus d’artillerie depuis des avions.
C’est dans ce but que la Vb 2 rejoignit le premier Groupe de Bombardement (GB1) sous les ordres du commandant de Goys de Mézyrac qui mit en place des tactiques novatrices dans l’emploi de l’aviation en organisant des raids d’envergure. Mais à la suite des directives du commandant Bares, chef du service aéronautique au grand quartier général, les appareils disponibles de la Vb 2 furent mis à la disposition de l’artillerie ou chargés de missions de reconnaissance à compter du 18 décembre 1914.
La Vb 2 reprit ses missions de bombardement deux mois plus tard, dans le but d’entraver le ravitaillement des Allemands sur la voie ferrée Challerange-Sommery.

### La 102, premiers raids stratégiques, premières récompenses
Le nombre d’escadrilles ne cessant de croître, une renumérotation intervint en 1915, celles spécialisées dans le bombardement ajoutant 100 à leur numéro. Ainsi la Vb 2 devint la Vb102, avec pour premier commandant le capitaine Armand des Prez de La Morlais.
Le 27 mai 1915, l’escadrille participa à ce qui peut être considéré comme le premier bombardement stratégique de l’Histoire en attaquant les usines de la Badische Anilin de Ludwigshafen situées à dix kilomètres au sud de Mannheim en Allemagne et à 190 km de Malzéville, son terrain d’appartenance. L’objectif fut traité à 6 heures du matin par 18 avions du groupe qui larguèrent 83 obus de 30 mm et 4 obus de 155 mm. Le commandant de Goys ne rentra pas de cette mission et fut capturé. Pour cette action la Vb 102 se vit attribuer sa première citation à l’ordre de l’armée.

### Modernisation des appareils et reprise de la reconnaissance

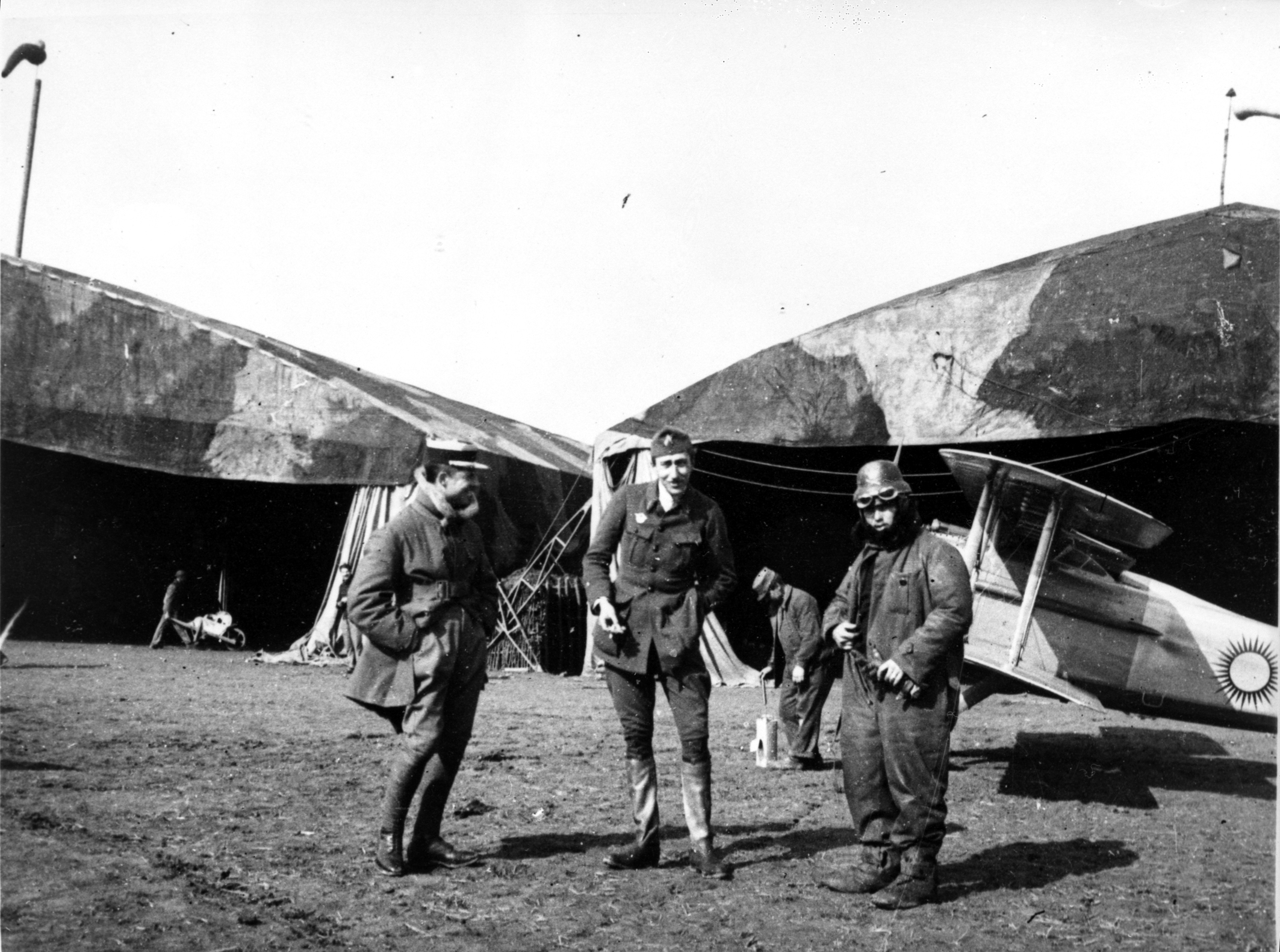
Membres de la Spa 102 devant un SPAD. Source : Service historique des armées.

L’année 1916 vit le début de la formation des pilotes sur le monoplace Nieuport 17, le 11 juin l’escadrille devint la N102 et quitta le GB1 pour faire partie de la IIe armée. Elle reprit alors sa mission de chasse de reconnaissance et de tir sur tranchées dans la région de Verdun, et c’est sous le commandement du capitaine Derode, as de la Grande Guerre, que l’escadrille obtint sa deuxième citation à l’ordre de l’armée pour l’année 1917 : « Exemple d’escadrille d’armée. Au cours de l’offensive de 1917, a déployé, sous les ordres de son chef, le capitaine Derode, la plus remarquable activité et le plus brillant entrain. Malgré la résistance de l’aviation ennemie, qui tentait de s’opposer à l’exécution de ses missions, a su, par sa reconnaissance lointaine, soit à vue, soit photographique, tenir constamment le haut commandement au courant des desseins de l’adversaire, et a ainsi puissamment contribué à la victoire de nos armes ».
Durant le dernier trimestre de 1917, l’escadrille reçut progressivement ses SPAD VII et XI et par là même son appellation définitive : SPA 102. De plus elle adopta l'emblème du « soleil de Rhodes » en référence à son commandant, le capitaine Derode. À cette période, la mission principale de l’unité était la reconnaissance photographique à longue portée, et sa participation au cours de la bataille de la Somme d'août à octobre 1918 lui valut sa troisième citation à l’ordre de l’armée.

### Bilan
La SPA 102 a donc couvert la quasi-totalité de la Première Guerre mondiale. À son terme, elle cumule trois citations à l’ordre de l’armée, la Croix de Guerre avec trois palmes de bronze et totalise 85 victoires aériennes homologuées.

## La dissolution
Avec la fin des hostilités, les escadrilles durent se réorganiser. C’est dans ce contexte que la SPA 102 fit mouvement vers le terrain de Châteauroux, occupé par le 1er groupe de chasse, en tant que 3e escadrille du 3e régiment de chasse. En 1922, l’escadrille fut autorisée à procéder à un changement d’insigne au profit de celui de la Spa 75 tout en conservant ses traditions.
C’est lors de la création de l’armée de l’air en 1933, avec la transformation des régiments de chasse en escadres, que la SPA 102 fut dissoute ; en effet, l’escadrille devait rejoindre la 8e escadre de mixte de chasse et de reconnaissance à Tours, mais sa création n’eut jamais lieu et la SPA 102 fut dissoute le 31 août 1933.
Cependant ses traditions perdurèrent puisqu’en 1934 le capitaine Lebideau, commandant la deuxième escadrille du Groupe de Chasse I/5, décida de reprendre le charognard d’or de la Spa 75 comme insigne, mais en gardant les traditions de la SPA 102 qui lui étaient rattachées. C’est seulement quatre ans plus tard qu'il fut décidé de ré-affilier les traditions de la Spa 75 à son insigne originel.

## Réactivation de l’escadrille et conflits modernes

### De retour au combat en Europe...

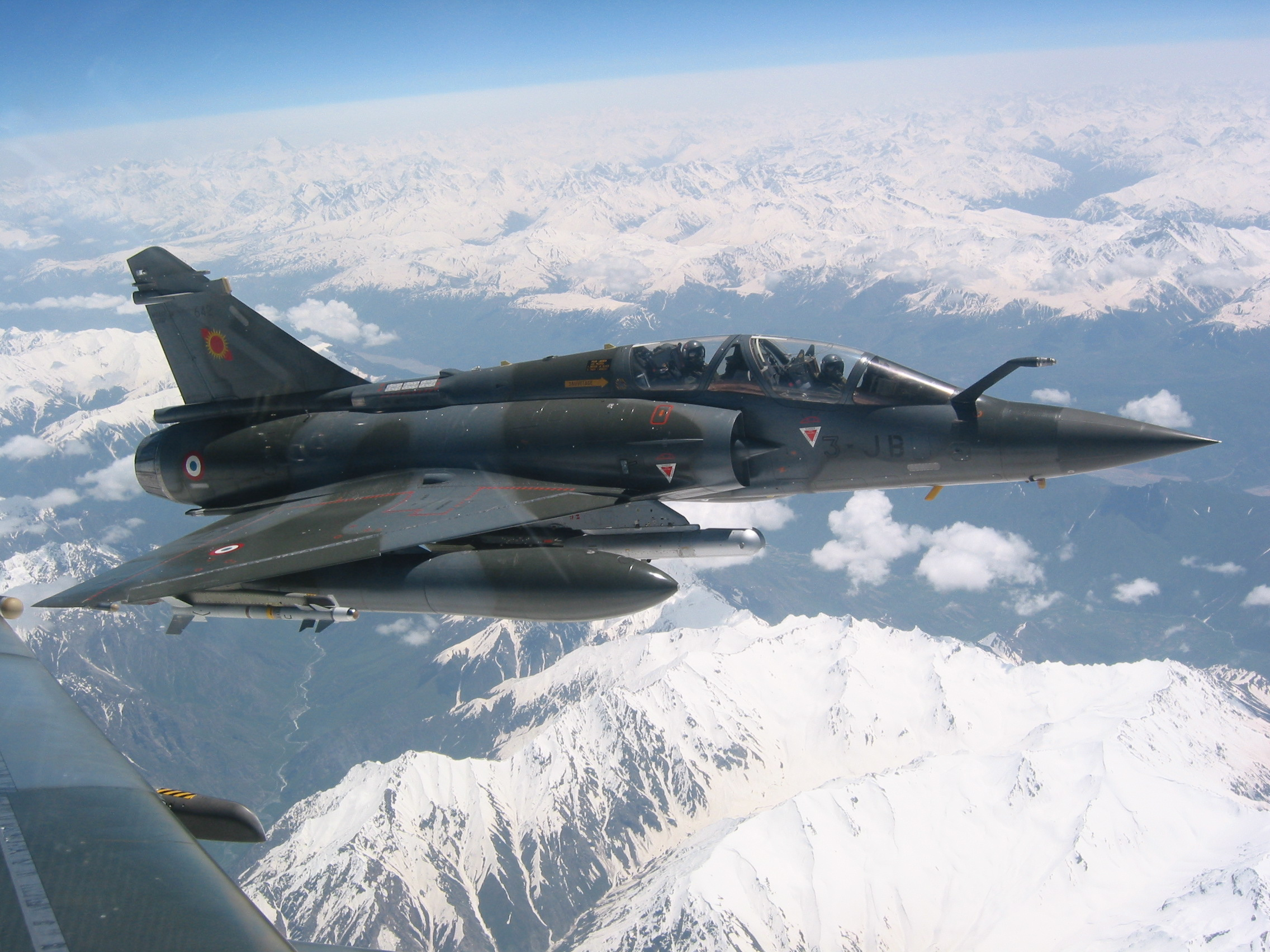
Un Mirage 2000D aux couleurs de la Spa 102 en mission sur l'Afghanistan

La SPA 102 réapparut le 3 avril 1992 au sein de l’escadron de chasse 2/3 Champagne sur Mirage 2000 Nk2 et assure depuis la mission d’assaut conventionnel tout temps.
Très vite elle fut engagée dans l’opération Deliberate Force en Bosnie depuis la base italienne de Cervia entre le 28 août et le 14 septembre 1995.
Le premier Mirage 2000D à être livré sur la base de Nancy-Ochey en 1996, le No 641, fut décoré de l’insigne de la SPA 102.
C'est  grâce aux capacités de ce nouvel appareil que l’escadrille put effectuer des raids de nuit sur la Serbie de Milosevic lors de l’opération Allied Force en étant déployée sur la base italienne d’Istrana à partir de janvier 1999.

### …Et ailleurs dans le monde
Conséquence des attentats du 11 septembre 2001, la France répondit favorablement aux demandes de soutien des États-Unis dans la lutte contre le terrorisme international. Ainsi la SPA 102 participa à la force internationale d’assistance et de sécurité (ISAF) en Afghanistan au travers de l'opération Pamir et à Enduring Freedom au travers de l'opération Héraclès à partir du 2 mars 2002 depuis le Kirghizistan et jusqu'aux dernières missions en juillet 2012, au départ du terrain de Kandahar à l’intérieur du pays.
Enfin dernièrement, la SPA 102 était également présente dès le déclenchement de l'opération Harmattan dans le cadre d'Unified Protector au-dessus de la Libye pour faire respecter la Résolution 1973 du Conseil de sécurité des Nations unies.

## Les As

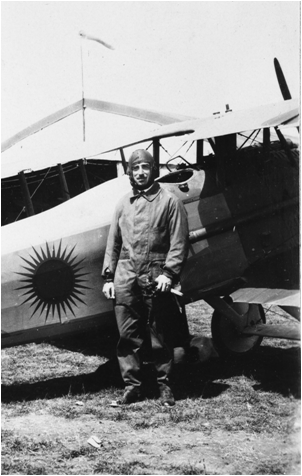
Le capitaine Derode devant son SPAD. Source : Service historique des armées.

SLT Herbelin : 11 victoires

ADJ Pillon : 8 victoires

CNE Derode : 7 victoires

LTT Coudouret : 6 victoires

## Les commandants d'escadrilles
1914-15: CV de Laborde

1915-16: CNE des Prez de la Morlais

1916-17: CDT Ponderoux

1917-18: CNE Derode

1918-18: CNE Lemercier de Maisoncelle-Vertille de Richemont

1918-19: CNE d'Humières

1919-19: LTT Miquel

Certaines archives de l'entre-deux-guerres ayant disparu, les commandants d'escadrille de la SPA 102 entre 1920 et 1933 ne sont pas connus.

1992-93: CNE Schiltz

1993-95: CNE Bedu

1995-97: CNE Leroux

1997-98: CNE Dougnac

1998-99: CNE Virem

1999-01: CNE Rousset

2001-02: CNE Bénassis

2002-04: CNE Le Saint

2004-06: CNE Vermeersch

2006-08: CNE Gaviard

2008-10: CNE Dalorso

2010-12: CNE Charrier

2012-14: CNE Trachet

## Les avions utilisés
| Appareils               | début         | fin          |
| ----------------------- | ------------- | ------------ |
| Voisin LA               | Novembre 1914 | Juin 1916    |
| Nieuport 17             | Juin 1916     | Fin 1917     |
| SPAD VII                | Fin 1917      | 1922         |
| SPAD XIII               | 1918          | 1922         |
| Breguet 19 et Salmson 2 | Mars 1918     | 1922         |
| NID 29                  | 1922          | 1933         |
| Mirage 2000 Nk2         | Avril 1992    | Février 1997 |
| Mirage 2000 D           | Février 1997  | En activité  |

## Sources
- Livre d'or de l'escadrille SPA 102
- Livret des traditions de l'escadron de chasse 2/3 champagne
- Site officiel du ministère de la défense
- Site du service historique de la défense